# Datowanie metodą badania racemizacji aminokwasów
Datowanie metodą badania racemizacji aminokwasów – metoda datowania względnego kalibrowanego próbek pochodzenia organicznego, użyta po raz pierwszy na początku lat siedemdziesiątych XX wieku. Metoda nowa pozostająca w fazie prób. Może być stosowana do 100 000 lat wstecz, a do przeprowadzenia wystarczy próbka o wadze 10 g. Proces racemizacji polega na przekształceniu aminokwasów, będących produktem rozpadu białek w próbie w ich enancjomery (z naturalnie występujących w białkach aminokwasów L w ich enancjomery D, aż do utworzenia mieszaniny racemicznej). W metodzie bada się jak duży procent aminokwasów w próbce uległ racemizacji, zakładając, że w momencie zerowym (próbka żywa) 100% aminokwasów było w formie L. Szybkość racemizacji zależy od rodzaju aminokwasów, temperatury i innych cech próbki, dlatego metoda ta ogranicza się do poszczególnych stanowisk i musi być kalibrowana metodą radiowęglową.